# Adelmo Niccolai
Adelmo Niccolai (Sambuca Pistoiese, 4 settembre 1885 – Velletri, 19 marzo 1948) è stato un politico e avvocato italiano.

## Biografia
Avvicinatosi alla politica durante il percorso di studi universitari compiuto a Bologna, Niccolai fu espulso dal Partito Socialista Italiano per le sue posizioni ostili al ministerialismo. Di posizioni neutraliste e fortemente contrario all'ingresso dell'Italia nella prima guerra mondiale, fu successivamente reintegrato nel movimento socialista e incaricato della riorganizzazione del partito nel ferrarese. Nel 1919 fu eletto deputato per il collegio di Ferrara. Nell'autunno dell'anno successivo fu candidato nella lista socialista alle elezioni comunali di Bologna. Una volta vinte le consultazioni, Niccolai fu investito dagli altri consiglieri della carica di vicesindaco nella nuova giunta guidata da Enio Gnudi. Il 18 dicembre 1920, alcune settimane dopo la strage di Palazzo d'Accursio, fu selvaggiamente picchiato e bastonato assieme alla madre da un gruppo di squadristi fascisti e di studenti nei pressi del tribunale di Bologna. Pochi minuti più tardi toccò analoga sorte al collega Genuzio Bentini. Per l'aggressione ai due esponenti socialisti si autodenunciò uno dei capi dello squadrismo bolognese: Leandro Arpinati.
Trasferitosi a Roma, Niccolai continuò a professare l'avvocatura. Nel 1928 fu uno dei componenti del collegio di difesa nel processo imbastito dal Tribunale speciale per la difesa dello Stato contro alcuni dei vertici del Partito Comunista d'Italia, tra i quali figuravano Antonio Gramsci, Mauro Scoccimarro, Giovanni Roveda ed Umberto Terracini.
Nel secondo dopoguerra riprese l'attività politica fu candidato per il Fronte Democratico Popolare alle elezioni del 1948. Morì durante un comizio elettorale a Velletri.